# Саар, Расмус
Расмус Саар (эст. Rasmus Saar; 2 марта 2000, Курессааре) — эстонский футболист, крайний защитник клуба «Курессааре».

## Биография
Воспитанник клуба «Курессааре». Начал играть на взрослом уровне в 15-летнем возрасте в 2015 году, когда его клуб выступал в первой лиге Эстонии. Летом 2016 года перешёл в таллинскую «Флору», где играл только за второй и третий составы клуба.
В начале 2018 года вернулся в «Курессааре», клуб к тому времени возвратился в высший дивизион. Дебютный матч в чемпионате сыграл 3 марта 2018 года против «Транса», заменив на 69-й минуте Карла Ивара Маара. Первый гол в элите забил 16 мая 2018 года в ворота «Флоры». В 2022 году сыграл свой сотый матч за клуб в высшей лиге, в том же сезоне был причастен к высшему успеху клуба в истории — пятому месту, хотя сыграл лишь 9 матчей за сезон. В 2023 году не выступал, на следующий сезон вернулся в основу. По итогам августа 2024 года был признан лучшим игроком «Курессааре».
Выступал за сборные Эстонии младших возрастов, провёл 38 матчей.